# Канторов, Жан Жак
Жан-Жак Канторо́в (фр. Jean-Jacques Kantorow; род. 3 октября 1945, Канны) — французский скрипач и дирижёр.

## Биография
Сын еврейских эмигрантов из России. Учился в консерватории Ниццы, затем в Парижской консерватории (класс Рене Бенедетти), которую окончил в 1960 году в 15-летнем возрасте.
В 1962 году стал победителем проводившегося в Лондоне Конкурса молодых скрипачей имени Карла Флеша, в 1964 году выиграл и конкурс имени Паганини.В 1965 году стал лауреатом Конкурса в Женеве (вторая премия, первая не присуждена).
В 1970 году Ж. Ж. Канторов также завоевал первое место на конкурсе камерной музыки в Кольмаре в составе трио (с пианистом Жаком Рувье и виолончелистом Филиппом Мюллером).
С середины 1970-х гг. Канторов активно выступает в роли дирижёра, преимущественно с камерными оркестрами. В 1985 г. он возглавил Камерный оркестр Оверни, в 1993—1998 гг. руководил Оркестровым ансамблем Парижа. Кроме того, Канторов на протяжении многих лет сотрудничает с Лозаннским камерным оркестром и Нидерландским камерным оркестром.
Сын — пианист Александр Канторов (род. 1997), победитель Международного конкурса имени П. И. Чайковского в 2019 году.